# Internacional F.C. de Palmira
La Internacional F.C. de Palmira, meglio nota come Inter de Palmira o semplicemente come Atlético Nacional, è una società calcistica colombiana con sede nella città di Palmira. Milita nella Categoría Primera B, seconda divisione del campionato colombiano, e gioca le gare interne nello stadio Francisco Rivera Escobar. La squadra è stata fondata nel gennaio 2024, quando i proprietari del Cortuluá decisero di spostare il titolo sportivo della squadra nella città di Palmira.

## Storia
Dopo la retrocessione dalla Categoría Primera A al termine della stagione 2022, la famiglia Martin, proprietaria del Cortuluá decise di rilocare la squadra lamentando la mancanza di sostegno finanziario da parte dell'amministrazione locale. Per il campionato Primera B 2023 il club si trasferì quindi a Yumbo, pianificando di cambiare nome in Yumbo Industriales F.C., ma la proposta non si concretizzò. Alla fine della stagione venne deciso il trasferimento a Palmira, cambiando ufficialmente il nome del club in Internacional F.C. de Palmira il 10 gennaio 2024.

## Rosa
| N. |                      | Ruolo | Calciatore         |
| -- | -------------------- | ----- | ------------------ |
| 1  | Honduras (bandiera)  | P     | Enrique Facussé    |
| 2  | Argentina (bandiera) | D     | Santiago Acha      |
| 4  | Colombia (bandiera)  | D     | José García        |
| 5  | Colombia (bandiera)  | C     | Manuel Sánchez     |
| 6  | Colombia (bandiera)  | C     | Maikoll Herrera    |
| 7  | Colombia (bandiera)  | C     | Lewis Sinisterra   |
| 8  | Colombia (bandiera)  | C     | Santiago Vergara   |
| 9  | Colombia (bandiera)  | A     | Carlos Cortés      |
| 10 | Colombia (bandiera)  | C     | Mauricio González  |
| 11 | Colombia (bandiera)  | A     | Johan Gamboa       |
| 12 | Colombia (bandiera)  | P     | Juan Camilo Loaiza |
| 14 | Colombia (bandiera)  | A     | Óscar Segura]      |
| 15 | Colombia (bandiera)  | D     | Jhon Morcillo      |
| 17 | Colombia (bandiera)  | D     | Kalazán Suárez     |
| 19 | Colombia (bandiera)  | D     | Edwin Martínez     |

| N. |                      | Ruolo | Calciatore                  |
| -- | -------------------- | ----- | --------------------------- |
| 20 | Colombia (bandiera)  | C     | William Palacios            |
| 21 | Colombia (bandiera)  | A     | Samuel Osorio               |
| 22 | Colombia (bandiera)  | P     | Andrés Rodríguez            |
| 25 | Colombia (bandiera)  | D     | Emmanuel Peña               |
| 26 | Colombia (bandiera)  | A     | Danny Zúñiga                |
| 28 | Colombia (bandiera)  | A     | Jairo Ditta                 |
| 30 | Colombia (bandiera)  | C     | Neyder Góngora              |
| 32 | Colombia (bandiera)  | C     | Emerson Viveros             |
| 34 | Colombia (bandiera)  | D     | Jhonatan Popó               |
| 35 | Colombia (bandiera)  | A     | Favián Torres               |
|    | Argentina (bandiera) | C     | Sebastián Bermúdez          |
|    | Argentina (bandiera) | C     | Juan Manuel Sánchez de León |
|    | Colombia (bandiera)  | A     | Yefrei Rodríguez            |
|    | Colombia (bandiera)  | A     | Victor Ibarbo               |